# Радыш, Василий Георгиевич

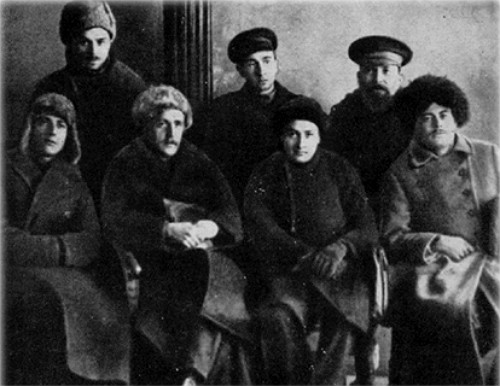
Литературная группа «Гарт» (1923 год). Сидят слева направо: В. Сосюра, В. Блакитный, В. Полищук, Майк Йогансен. Стоят: М. Хвылевой, В.Коряк, В. Радыш

Василий Георгиевич Радыш (7 марта 1889, Киев — 1958, Москва) — советский киносценарист, писатель и режиссёр.

## Биография
Учился в военно-фельдшерской школе, откуда был исключён за участие в забастовке 1905 года.
В 1908—1910 работал в редакции журнала «Вестник знания». Участник Первой мировой войны. После революции 1917 года служил в Красной Армии.
С 1920 работал в газетах Киева и Харькова. Работал с Остапом Вишней в газете «Известия ВУЦИК» .
С 1923 года принадлежал к литературной организации украинских пролетарских писателей «Гарт».
В 1926 обратился к киноискусству, выступая сначала как сценарист. В 1927—1929 руководил художественным отделом Одесской кинофабрики.
В 1934 переехал в Москву. В основном, занимался литературным переводом с украинского на русский, также написал пьесу "Иван да Марья" (1940).
Дочь — Галина Кмит.
Похоронен в Москве на Преображенском кладбище.

## Творчество
Автор сценариев для фильмов ВУФКУ:
- «Тарас Трясило» («Повесть про горячее сердце», 1927)
- «Большое горе маленькой женщины» (1929)
- «Тебе дарю» (1930, режиссёр-постановщик)
- «Ленинское городок» (1931)
- «На великом пути» («На войне, как на войне», 1932, режиссёр-постановщик) и др.

## Источник
- Радыш Василий Георгиевич (Косач). Энциклопедия кино. 2010.